# 清國勝雄
清國勝雄（日语：／ Kiyokuni Katsuo，1941年11月20日—），原名佐藤忠雄，日本秋田縣雄勝郡雄勝町（現湯澤市）出身的前大相撲力士。他身高182cm、重133kg。最高位置是東大關，入門時為荒磯部屋，後隨著部屋改名，改為伊勢濱部屋所屬。他曾獲得一次優勝，以及7個三賞和7個金星。退休後，他成為了伊勢濱部屋的師傅（負責人兼主教練）。

## 生涯
佐藤忠雄於國中3年級時接受前橫綱照國的荒磯部屋勸誘學習相撲，在雙親的同意下，利用暑假的時間體驗部屋的生活，後來便正式加入該部屋。隨著照國繼承年寄·伊勢濱，該部屋名稱在之後也變為伊勢濱部屋。
他於1956年9月場所初次出賽，與昭和的大橫綱·大鵬為同期生。他的四股名中的“國”字來自於師傅照國。但他晉升得十分緩慢，在幕下停留長達26個場所，直到1963年5月才晉升十兩，接著很快地在1963年11月晉升幕內。在他的第二次幕內比賽中，他繳出了14-1的戰績，得到了準優勝（僅次於大鵬）及技能賞，並被直接晉升為關脇。這是六場所制實行後最大的一次飛躍式晉升。從1964年9月到1965年1月，他連續三個場所獲得金星（擊敗橫綱），並重新回到了三役。
停留在關脇一年左右後，清國在1969年5月晉升為大關。他在最後一天的比賽中擊敗了大鵬幸喜，這是在他們25次的對決中僅僅第3次勝利，接著在優勝決定戰擊敗了藤之川武雄。這也是伊勢濱部屋最後一次有力士獲得優勝。
清國勝雄一直未能成為橫綱，部分原因是頸部和脊椎受傷從未完全康復。儘管如此，他還是一個強大的大關，在1971年5月、1973年5月和1973年9月三度獲得準優勝，大關在位合計28個場所，直到他因心臟病於1974年1月宣布退休。

## 引退後
清國勝雄退休後繼承年寄·楯山，後來因6代伊勢濱親方（前橫綱·照國）死去，繼承年寄名跡並成為7代伊勢濱親方，並於1977年4月成為伊勢濱部屋的師傅，在擔任師傅的期間培養出小結黑瀨川國行和若瀬川剛充在內的關取。
1985年8月12日，伊勢濱親方的妻子和兩個孩子在日本航空123號班機空難中喪生。
2006年，伊勢濱親方因年齡規定必須退休，而與10代若藤親方（前前頭·和晃敏郎）交換名跡，但在隔年，8代伊勢濱親方也來到退休年齡，由於部屋內沒有適合的人選可以繼承，於是又再次交換名跡（此時清國已經退休）。
2007年11月，清國指定安治川親方（前橫綱·旭富士）為繼承人，成為9代伊勢濱親方，安治川部屋也改名為伊勢濱部屋（但與舊的伊勢濱部屋並無直接關係）。

## 總戰績
- 總戰績：706勝507敗32休 勝率.582
  - 幕內戰績：506勝384敗31休 勝率.569
  - 大關戰績：233勝147敗31休 勝率.613
- 現役在位：103場所
  - 幕内在位：62場所
  - 大關在位：28場所
  - 三役在位：19場所（關脇12場所、小結7場所）
- 各段優勝
  - 幕内優勝：1次（1969年7月場所）
- 三賞：7次
  - 殊勳賞：3次（1965年7月場所、1968年1月場所、1969年1月場所）[1]
  - 技能賞：4次（1964年1月場所、1965年1月場所、1965年3月場所、1969年5月場所）[1]
- 金星：7個（栃乃海3個、柏戶2個、佐田之山2個）

### 各場所戰績
| | 1月場所 初場所（東京） | 3月場所 春場所（大阪） | 5月場所 夏場所（東京） | 7月場所 名古屋場所（愛知） | 9月場所 秋場所（東京） | 11月場所 九州場所（福岡） |
| --- | ---------------------- | ---------------------- | ---------------------- | -------------------------- | ---------------------- | ------------------------- |
| 1956年 （昭和31年） | x                      | x                      | x                      | x                          | （前相撲）             | x                         |
| 1957年 （昭和32年） | 西 序之口 #15 4–4      | 東 序二段 #108 7–1     | 西 序二段 #41 5–3      | x                          | 西 序二段 #2 3–5       | 東 序二段 #6 6–2          |
| 1958年 （昭和33年） | 西 三段目 #81 6–2      | 西 三段目 #53 6–2      | 東 三段目 #29 3–5      | 東 三段目 #30 5–3          | 西 三段目 #18 6–2      | 西 三段目 #2 7–1          |
| 1959年 （昭和34年） | 西 幕下 #63 7–1        | 東 幕下 #40 6–2        | 東 幕下 #30 4–4        | 西 幕下 #29 3–5            | 西 幕下 #33 6–2        | 西 幕下 #20 4–4           |
| 1960年 （昭和35年） | 西 幕下 #21 5–3        | 西 幕下 #15 6–2        | 西 幕下 #6 2–6         | 東 幕下 #17 3–3–1          | 西 幕下 #18 5–2        | 西 幕下 #11 6–1           |
| 1961年 （昭和36年） | 西 幕下 #3 4–3         | 東 幕下 #2 4–3         | 西 幕下 #1 1–6         | 西 幕下 #9 3–4             | 西 幕下 #10 6–1        | 東 幕下 #3 3–4            |
| 1962年 （昭和37年） | 東 幕下 #5 5–2         | 西 幕下 #1 2–5         | 西 幕下 #8 3–4         | 東 幕下 #10 4–3            | 西 幕下 #7 5–2         | 東 幕下 #3 4–3            |
| 1963年 （昭和38年） | 東 幕下 #2 5–2         | 東 幕下 #1 4–3         | 東 十兩 #17 10–5       | 東 十兩 #14 12–3           | 西 十兩 #3 10–5        | 西 前頭 #14 8–7           |
| 1964年 （昭和39年） | 東 前頭 #13 14–1 技    | 西 關脇 6–9            | 東 前頭 #2 7–8         | 東 前頭 #2 8–7             | 西 前頭 #1 5–10 ★      | 東 前頭 #4 9–6 ★          |
| 1965年 （昭和40年） | 西 前頭 #1 10–5 技★    | 東 小結 9–6 技         | 東 關脇 7–8            | 西 小結 10–5 殊            | 東 關脇 4–11           | 東 前頭 #4 9–6 ★          |
| 1966年 （昭和41年） | 東 前頭 #2 7–8         | 西 前頭 #3 9–6 ★       | 東 小結 4–11           | 西 前頭 #3 9–6 ★           | 西 小結 8–7            | 東 關脇 7–8               |
| 1967年 （昭和42年） | 東 小結 3–12           | 西 前頭 #5 9–6         | 西 前頭 #2 7–8         | 西 前頭 #1 7–8             | 西 前頭 #2 8–7 ★       | 東 小結 8–7               |
| 1968年 （昭和43年） | 西 關脇 9–6 殊         | 東 關脇 10–5           | 東 關脇 8–7            | 東 關脇 8–7                | 東 關脇 8–7            | 東 關脇 7–8               |
| 1969年 （昭和44年） | 西 小結 10–5 殊        | 西 關脇 9–6            | 西 關脇 12–3 技        | 東 大關 12–3               | 東 大關 9–6            | 西 張出大關 9–6           |
| 1970年 （昭和45年） | 西 張出大關 10–5       | 東 大關 7–8            | 西 大關 10–5           | 東 大關 11–4               | 東 大關 9–6            | 西 大關 12–3              |
| 1971年 （昭和46年） | 東 大關 8–7            | 西 張出大關 10–5       | 東 張出大關 13–2       | 東 大關 9–6                | 西 大關 8–7            | 東 張出大關 8–7           |
| 1972年 （昭和47年） | 西 大關 9–6            | 西 大關 10–5           | 西 大關 8–7            | 西 大關 9–6                | 東 大關 9–6            | 東 張出大關 10–5          |
| 1973年 （昭和48年） | 東 張出大關 1–6–8      | 西 張出大關 9–6        | 西 大關 11–4           | 東 大關 1–5–9              | 西 張出大關 11–4       | 東 大關 0–7–8             |
| 1974年 （昭和49年） | 西 張出大關 引退 0–0–6 | x                      | x                      | x                          | x                      | x                         |
| 各欄数字按「勝-負-休場」表示。 優勝 引退 十兩･幕下 三賞：敢=敢鬬賞、殊=殊勛賞、技=技能賞 其他：★=金星 番付階級：幕内 - 十兩 - 幕下 - 三段目 - 序二段 - 序之口 幕内序列：横綱 - 大關 - 關脅 - 小結 - 前頭（「#数字」为出场顺序） |                        |                        |                        |                            |                        |                           |

## 註解
1. ↑  與藤之川進行優勝決定戰
2. 1 2 3 4  大關角番
3. ↑  因頸部挫傷的後遺症，從第7日開始休場
4. ↑  因美尼爾氏綜合症而從第6日開始休場
5. ↑  因心臟衰竭而從第7日開始休場